# Mount DeVoe
Mount DeVoe är ett berg i Kanada.   Det ligger i provinsen British Columbia, i den sydvästra delen av landet, 3 700 km väster om huvudstaden Ottawa. Toppen på Mount DeVoe är 1 737 meter över havet, eller 564 meter över den omgivande terrängen. Bredden vid basen är 6,0 km.
Terrängen runt Mount DeVoe är huvudsakligen bergig, men söderut är den kuperad.Trakten runt Mount DeVoe är nära nog obefolkad, med mindre än två invånare per kvadratkilometer.. Det finns inga samhällen i närheten. 
I omgivningarna runt Mount DeVoe växer i huvudsak barrskog.